# Kasachische Agrartechnische Universität
Die Kasachische Agrartechnische Säken-Seifullin-Universität (kasachisch Сәкен Сейфуллин атындағы Қазақ агротехникалық университеті; russisch Казахский агротехнический университет имени Сакена Сейфуллина) ist eine Universität in der kasachischen Hauptstadt Astana.

## Geschichte
Am 3. Oktober 1957 beschloss der Ministerrat der UdSSR die Gründung einer landwirtschaftlichen Hochschule in Akmolinsk. Nur wenige Tage später am 9. Oktober beschloss das Landwirtschaftsministerium der UdSSR die Einrichtung der Fakultäten für Agronomie, Mechanisierung der Landwirtschaft und Landbewirtschaftung am Landwirtschaftlichen Institut Akmolinsk. Hintergrund für die Neugründung war die wenige Jahre zuvor begonnene Neulandkampagne, im Zuge derer neue landwirtschaftliche Anbauflächen im nördlichen Teil der Kasachischen SSR entstehen sollten. Mit der Umbenennung der Stadt erhielt auch die Hochschule einen neuen Namen; sie hieß ab 1961 Landwirtschaftliches Institut Zelinograd.
Nach der Unabhängigkeit Kasachstans erhielt die Einrichtung 1996 den Namen Agraruniversität Aqmola, zugleich wurde sie nach dem kasachischen Schriftsteller Säken Seifullin benannt. Ab 2001 hieß sie Kasachische Säken-Seifullin-Agraruniversität und 2004 erhielt sie den Namen Kasachische Staatliche Agrartechnische Säken-Seifullin-Universität. Seit 2007 trägt sie nach der Streichung des Namenszusatzes „Staatlich“ ihren heutigen Namen.

## Fakultäten
Die Universität umfasst folgende Fakultäten:
- Fakultät für Agrarwissenschaften
- Fakultät für Geisteswissenschaften
- Fakultät für Biowissenschaften
- Technische Fakultät
- Fakultät für Veterinärmedizin und Viehzuchttechnik
- Fakultät für Computersysteme und Berufsausbildung
- Fakultät für Landmanagement, Architektur und Design
- Fakultät für Wirtschaftswissenschaften
- Fakultät für Energie